# Milbohov
Milbohov (německy Elbogen ) je malá vesnice, část obce Stebno v okrese Ústí nad Labem. Nachází se v Českém středohoří na horním toku Újezdského potoka, asi jeden kilometr severně od Stebna a 4,5 kilometru jihozápadně od Ústí nad Labem.
Milbohov leží v katastrálním území Stebno u Dubic o výměře 3,6 km².

## Historie
První písemná zmínka o vesnici pochází z roku 1416. V centru vsi stávala zděná kaple svaté Barbory, ale v sedmdesátých letech 20. století byla zbořena kvůli úpravě silnice.

## Obyvatelstvo
Při sčítání lidu v roce 1921 zde žilo 109 obyvatel (z toho 58 mužů), z nichž bylo šest Čechů a 103 Němců. Kromě tří evangelíků se hlásili k římskokatolické církvi. Podle sčítání lidu z roku 1930 měla vesnice 104 obyvatel: jedenáct Čechoslováků a 93 Němců. Až na jednoho evangelíka a jednoho příslušníka jiných nezjišťovaných církví byli římskými katolíky.
|                                                                              | 1869 | 1880 | 1890 | 1900 | 1910 | 1921 | 1930 | 1950 | 1961 | 1970 | 1980 | 1991 | 2001 | 2011 |
| ---------------------------------------------------------------------------- | ---- | ---- | ---- | ---- | ---- | ---- | ---- | ---- | ---- | ---- | ---- | ---- | ---- | ---- |
| Obyvatelé                                                                    | 112  | 106  | 103  | 96   | 119  | 109  | 104  | 78   | 61   | 67   | 61   | 59   | 72   | 80   |
| Domy                                                                         | 21   | 22   | 22   | 22   | 24   | 23   | 27   | 26   | .    | 19   | 19   | 20   | 21   | 21   |
| Počet domů z roku 1961 je zahrnut v celkovém počtu domů místní části Stebno. |      |      |      |      |      |      |      |      |      |      |      |      |      |      |